# Мятеж в Княжне
Мятеж в Княжне — крестьянское вооружённое выступление, произошедшее в сентябре 1918 года в деревне Княжна Царевококшайского уезда Казанской губернии. Мятеж был вызван мобилизацией в Красную армию и большевистской продразвёрсткой.

## Предшествующие события
Восточный фронт подошёл к Марийскому краю, в котором вооружённые отряды большевиков начали изымать у крестьян хлеб. В Царевококшайске была создана уездная чрезвычайная комиссия, возглавлявшаяся Сергеем Петровичем Даниловым. Уездный съезд депутатов принял постановление: «Усиление тыла путём террора является необходимостью, подлежат расстрелу все лица, прикосновенные к белогвардейским организациям».

## Хронология событий
10 сентября отряд ВЧК под командованием Данилова численностью 25 человек направился в Княжну. Их целью было отобрать у мятежников оружие. По одним показаниям отряд Данилова нашёл у одного жителя наган. По другим, Данилов призвал мужиков деревни в Красную армию. Жители деревни обезоружили отряд, Данилова заперли в амбаре, красноармейцев Зарубина и Анисимова в караулке, а на следующий день красноармейцы были расстреляны. Узнав о произошедшем, на собрании коммунистов вынесено постановление: «Ответить на белый террор кулаков красным террором, чтобы никому неповадно было посягать на Советскую власть». 13 сентября на Княжну выдвинулись части численностью до 300 штыков при поддержке артиллерии. Как следует из свидетельских показаний, «после подавления восстания часть руководителей и активистов контрреволюционного восстания были расстреляны на месте, часть арестована и после расстреляна, а часть при подавлении восстания скрылась». В общей сложности было расстреляно 40 человек.